# Müll-Heiz-Kraftwerk Bremerhaven
Das Müll-Heiz-Kraftwerk Bremerhaven (kurz: MHKW Bremerhaven, früher Müllbeseitigungsanlage (MBA)) ist eine Müllverbrennungsanlage in Bremerhaven. Sie befindet sich im Stadtteil Geestemünde bei der Anschlussstelle Bremerhaven-Zentrum der Bundesautobahn 27.

## Geschichte
Die Müllbeseitigungsanlage wurde Anfang der 1970er Jahre geplant. Der Vertrag dazu wurde 1974 von Richard Boljahn – damals Prokurist der Neuen Heimat – und dem Bremerhavener Oberbürgermeister Bodo Selge unterzeichnet. Mit einem „Teil-Abfallbeseitigungsplan des Landes Bremen“ schuf der Senat der Freien Hansestadt Bremen 1975 die Rechtsgrundlage für die Genehmigung. Das Kraftwerk wurde 1976 in Betrieb genommen. Betreiber war zunächst die Gemeinnützige Müllbeseitigungsanlage Bremerhaven GmbH. Die gegenwärtige Müllverbrennungsanlage hat drei Schornsteine, die jeweils 85 m hoch sind. Die Verbrennung findet in drei Kesseln statt, die theoretisch jeweils bis zu 39 MW bei Rostfeuerung leisten können. Die gesamte Anlage befindet sich am Anschluss der A 27 Bremerhaven-Mitte. Für die Lagerung der Verbrennungsrückstände wurde die Deponie Grauer Wall eingerichtet. Mitte der 1990er Jahre wurde ein größeres Ausbauprojekt begonnen, nach der Realisierung seit 1996 der Stadtteil Bremerhaven-Leherheide mit Fernwärme versorgt werden kann.
Im Laufe der Jahre wurde die Mülldurchsatzmenge immer wieder erhöht. Teilweise wurde auch Müll aus dem Ruhrgebiet angeliefert. Im Zusammenhang mit dem Betrieb gab es auch kritische Berichte in den Medien – so etwa von Radio Bremen am 4. Juni 1982 in der Sendung Rundschau am Abend –, die zudem im niedersächsischen Umland für Aufsehen sorgten. Dem zuständigen Rundfunkreporter Eike Besuden wurde allerdings mangelnde Sorgfalt vorgeworfen.
Seit 2003 wird die Anlage von der Bremerhavener Entsorgungsgesellschaft mbH (BEG) als öffentlich-privater Partnerschaft betrieben. Anteilseigner der Gesellschaft sind die Stadt Bremerhaven mit 25,1 % und die Holding Entsorgung Bremerhaven mit 74,9 %. Letztere gehört wiederum zu 95 % zum Remondis-Konzern, während die übrigen 5 % von Nehlsen gehalten werden.
2023 wurde mit der Erneuerung des Dampferzeugers des ersten der drei Müllverbrennungskessel begonnen. Die Arbeiten sollen 2025 an allen drei Kesseln abgeschlossen werden und eine zweistellige Millionensumme kosten.

## Einzelnachweise

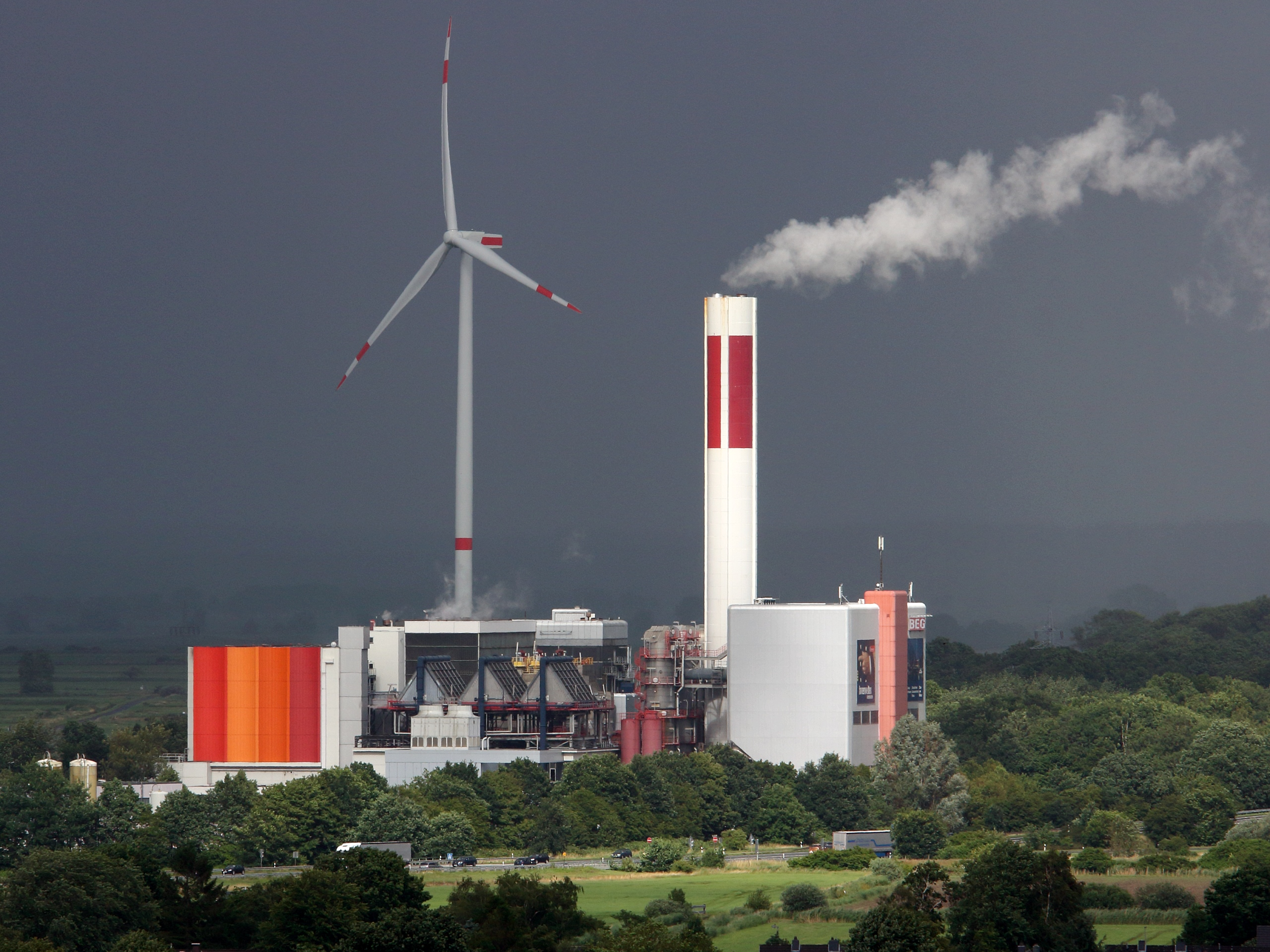
Müll-Heiz-Kraftwerk Bremerhaven (2020)